# Нове Вронська
Нове Вронська (пол. Nowe Wrońska) — село в Польщі, у гміні Залуський Плонського повіту Мазовецького воєводства.
Населення — 235 осіб (2011).
У 1975-1998 роках село належало до Цехановського воєводства.

## Демографія
Демографічна структура станом на 31 березня 2011 року:
|          | Загалом | Допрацездатний вік | Працездатний вік | Постпрацездатний вік |
| -------- | ------- | ------------------ | ---------------- | -------------------- |
| Чоловіки | 107     | 22                 | 80               | 5                    |
| Жінки    | 128     | 23                 | 78               | 27                   |
| Разом    | 235     | 45                 | 158              | 32                   |